# Pedro Fernández Zorrilla
Pedro Fernández Zorrilla (¿?, Huérmeces, Burgos - 13 de agosto de 1637, Estella, Navarra) fue un capellán y obispo español.
En su vida, ocupó los títulos de racionero de Córdoba, capellán de Felipe III, obispo electo de Jaca (1615-1616), obispo de Mondoñedo (1616-1618), obispo de Badajoz (1618-1627) y, finalmente, obispo de Pamplona, hasta su fallecimiento (1627-1637). Reunió un sínodo reformista en Puente la Reina en 1634, que no llegó a terminar por oposición del clero.

## Biografía
Nació en Huérmeces (Burgos) hacia el 1577. Era hijo de Pedro Díez Fernández y de Francisca Zorrilla de San Martín.

### Muerte
Murió en Estella el 11 de agosto de 1637, siendo sepultado, según Arigita, en la capilla del Monasterio de Estella, y según Fernández Pérez se trasladó su cadáver a su pueblo natal.
Fue trasladado a la capilla del palacio de los Fernández Zorrilla en Huérmeces (Burgos) el 20 de abril del 1640, según consta en la inscripción que hay en su sepulcro.